# Wheeling (Illinois)
Wheeling é uma aldeia localizada no estado americano de Illinois, no Condado de Cook e Condado de Lake.

## Demografia
Segundo o censo americano de 2000, a sua população era de 34.496 habitantes.
Em 2006, foi estimada uma população de 36.432, um aumento de 1936 (5.6%).

## Geografia
De acordo com o United States Census Bureau tem uma área de 21,9 km², dos quais 21,8 km² cobertos por terra e 0,1 km² cobertos por água. Wheeling localiza-se a aproximadamente 226 m acima do nível do mar.

## Localidades na vizinhança
O diagrama seguinte representa as localidades num raio de 8 km ao redor de Wheeling.